# 特勒克·加博尔
特勒克·加博尔（匈牙利語：Török Gábor，1936年5月30日—2004年1月4日），匈牙利男子足球运动员，司职守门员。他曾代表匈牙利参加1960年夏季奥林匹克运动会足球比赛，获得一枚铜牌。